# Choi Jae-woo
Choi Jae-woo (ur. 27 lutego 1994 w Seulu) – południowokoreański narciarz dowolny, specjalizujący się w jeździe po muldach. W 2012 roku wystartował na mistrzostwach świata juniorów w Chiesa in Valmalenco, zdobywając brązowy medal w jeździe po muldach. W zawodach Pucharu Świata zadebiutował 8 stycznia 2010 w Calgary, zajmując 38. miejsce. Pierwsze pucharowe punkty wywalczył 12 lutego 2012 roku w Beidahu, zajmując 20. miejsce. W 2013 roku wystąpił na mistrzostwach świata w Voss, zajmując piąte miejsce w jeździe po muldach i czternaste w muldach podwójnych. Brał także udział w igrzyskach olimpijskich w Soczi w 2014 roku, kończąc rywalizację w jeździe po muldach na dwunastej pozycji. Wynik ten powtórzył podczas igrzysk w Pjongczangu cztery lata później.

## Osiągnięcia

### Igrzyska olimpijskie
| Miejsce | Dzień     | Rok  | Miejscowość | Konkurencja      | Zwycięzca          |
| ------- | --------- | ---- | ----------- | ---------------- | ------------------ |
| 12.     | 10 lutego | 2014 | Soczi       | Jazda po muldach | Alexandre Bilodeau |
| 12.     | 12 lutego | 2018 | Pjongczang  | Jazda po muldach | Mikaël Kingsbury   |

### Mistrzostwa świata
| Miejsce | Dzień   | Rok  | Miejscowość   | Konkurencja      | Zwycięzca          |
| ------- | ------- | ---- | ------------- | ---------------- | ------------------ |
| 26.     | 7 marca | 2009 | Inawashiro    | Jazda po muldach | Patrick Deneen     |
| 22.     | 8 marca | 2009 | Inawashiro    | Muldy podwójne   | Alexandre Bilodeau |
| 5.      | 6 marca | 2013 | Voss          | Jazda po muldach | Mikaël Kingsbury   |
| 14.     | 8 marca | 2013 | Voss          | Muldy podwójne   | Alexandre Bilodeau |
| 20.     | 8 marca | 2017 | Sierra Nevada | Jazda po muldach | Ikuma Horishima    |
| 15.     | 9 marca | 2017 | Sierra Nevada | Muldy podwójne   | Ikuma Horishima    |

### Puchar Świata

#### Miejsca w klasyfikacji generalnej
- sezon 2011/2012: 197.
- sezon 2012/2013: 126.
- sezon 2013/2014: 133.
- sezon 2014/2015: 96.
- sezon 2015/2016: 116.
- sezon 2016/2017: 82.
- sezon 2017/2018: 34.

#### Miejsca na podium w zawodach
Choi nie stawał na podium zawodów PŚ.